# Lars Braw

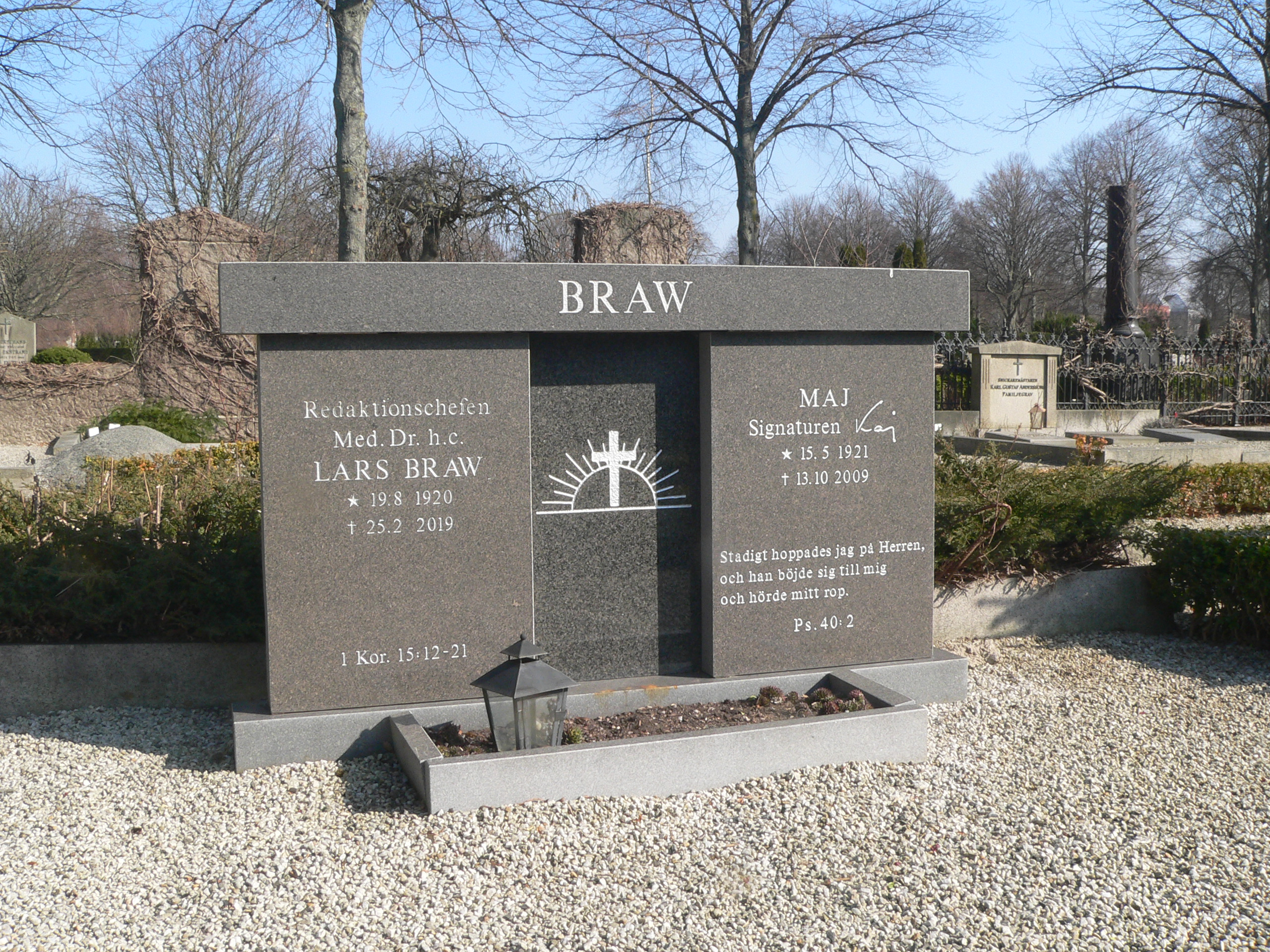
Makarna Braws grav på Sankt Pauli norra kyrkogård i Malmö.

Lars Rune Braw, född 19 augusti 1920 i Ekeberga församling, Kronobergs län, död 25 februari 2019 i Husie distrikt i Malmö, var en svensk tidningsman.
Braw blev medarbetare i Växjöbladet 1939, i Kronobergaren 1940, i Nya Norrland 1941, Stockholms-Tidningen 1942, reportagechef på Skånska Dagbladet 1950, reklamchef 1953, redaktionssekreterare 1958 och blev chefredaktör där 1961. Han blev redaktionschef på Kvällsposten 1964 och var dess ansvarige utgivare 1966–1978. 
Braw utförde, i samarbete med bland andra Lasse Holmqvist, Bertil Rubin och Jan Troell, film- och reportagearbete för Rädda Barnen i Afrika och Asien 1959 och 1962–1965. Han startade 1988  Läkarbanken inom Rotary, för vilket han av medicinska fakulteten vid Lunds universitet kreerades till medicine hedersdoktor.
Han var gift med redaktören "Kaj" Braw, far till Monica och Christian Braw och farfar till Elisabeth Braw och Daniel Braw.
Lars Braw är begravd på Sankt Pauli norra kyrkogård (kvarter 1, rad 11, grav 2) i Malmö.